# Lista de episódios de Beverly Hills, 90210
A seguir apresenta-se a lista de episódios de Beverly Hills, 90210, uma série de televisão norte-americana de drama adolescente, que foi transmitida de 4 de outubro de 1990 a 17 de maio de 2000 pela Fox. A série consiste em dez temporadas, incluindo 293 episódios com vários episódios especiais.

## Resumo
| Temporada | Temporada | Episódios | Episódios | Originalmente exibido  | Originalmente exibido |
| Temporada | Temporada | Episódios | Episódios | Estreia da temporada   | Final da temporada    |
| --------- | --------- | --------- | --------- | ---------------------- | --------------------- |
|           | 1         | 22        | 22        | 4 de outubro de 1990   | 9 de maio de 1991     |
|           | 2         | 28        | 28        | 11 de julho de 1991    | 7 de maio de 1992     |
|           | 3         | 30        | 30        | 15 de julho de 1992    | 19 de maio de 1993    |
|           | 4         | 32        | 32        | 8 de setembro de 1993  | 25 de maio de 1994    |
|           | 5         | 32        | 32        | 7 de setembro de 1994  | 24 de maio de 1995    |
|           | 6         | 32        | 32        | 13 de setembro de 1995 | 22 de maio de 1996    |
|           | 7         | 32        | 32        | 21 de agosto de 1996   | 21 de maio de 1997    |
|           | 8         | 32        | 32        | 10 de setembro de 1997 | 20 de maio de 1998    |
|           | 9         | 26        | 26        | 16 de setembro de 1998 | 19 de maio de 1999    |
|           | 10        | 27        | 27        | 8 de setembro de 1999  | 17 de maio de 2000    |

## Episódios

### 1ª temporada (1990–91)
| N.º na série | N.º na temp. | Título                            | Dirigido por      | Escrito por                     | Exibição original       | Cód. de produção | Audiência (milhões) |
| ------------ | ------------ | --------------------------------- | ----------------- | ------------------------------- | ----------------------- | ---------------- | ------------------- |
| 1            | 1            | "Class of Beverly Hills"          | Tim Hunter        | Darren Star                     | 4 de outubro de 1990    | –                | 11,0                |
| 2            | 2            | "The Green Room"                  | Michael Uno       | David Stenn                     | 11 de outubro de 1990   | 2190001          | 10,2                |
| 3            | 3            | "Every Dream Has Its Price (Tag)" | Catlin Adams      | Amy Spies                       | 18 de outubro de 1990   | 2190002          | 7,8                 |
| 4            | 4            | "The First Time"                  | Bethany Rooney    | Darren Star                     | 25 de outubro de 1990   | 2190003          | 7,6                 |
| 5            | 5            | "One on One"                      | Artie Mandelberg  | Charles Rosin                   | 1 de novembro de 1990   | 2190004          | 8,1                 |
| 6            | 6            | "Higher Education"                | Artie Mandelberg  | Jordan Budde                    | 15 de novembro de 1990  | 2190005          | 7,6                 |
| 7            | 7            | "Perfect Mom"                     | Bethany Rooney    | Darren Star                     | 22 de novembro de 1990  | 2190006          | 6,6                 |
| 8            | 8            | "The 17 Year Itch"                | Jefferson Kibbee  | Amy Spies                       | 29 de novembro de 1990  | 2190007          | 6,2                 |
| 9            | 9            | "The Gentle Art of Listening"     | Dan Attias        | Charles Rosin                   | 6 de dezembro de 1990   | 2190008          | 8,0                 |
| 10           | 10           | "Isn't it Romantic?"              | Nancy Malone      | Charles Rosin                   | 3 de janeiro de 1991    | 2190009          | 7,7                 |
| 11           | 11           | "B.Y.O.B."                        | Miles Watkins     | Jordan Budde                    | 10 de janeiro de 1991   | 2190010          | 9,1                 |
| 12           | 12           | "One Man and a Baby"              | Burt Brinckerhoff | Amy Spies                       | 24 de janeiro de 1991   | 2190011          | 9,9                 |
| 13           | 13           | "Slumber Party"                   | Charles Braverman | Darren Star                     | 31 de janeiro de 1991   | 2190012          | 11,0                |
| 14           | 14           | "East Side Story"                 | Dan Attias        | Charles Rosin                   | 14 de fevereiro de 1991 | 2190013          | 9,9                 |
| 15           | 15           | "A Fling in Palm Springs"         | Jefferson Kibbee  | Jordan Budde                    | 21 defevereiro de 1991  | 2190014          | 10,3                |
| 16           | 16           | "Fame is Where You Find It"       | Paul Schneider    | Charles Rosin & Karen Rosin     | 28 de fevereiro de 1991 | 2190015          | 10,0                |
| 17           | 17           | "Stand (Up) and Deliver"          | Burt Brinckerhoff | Amy Spies                       | 7 de março de 1991      | 2190016          | 9,5                 |
| 18           | 18           | "It's Only a Test"                | Charles Braverman | Darren Star                     | 28 de março de 1991     | 2190017          | 12,8                |
| 19           | 19           | "April is the Cruelest Month"     | Dan Attias        | Steve Wasserman & Jessica Klein | 11 de abril de 1991     | 2190018          | 11,3                |
| 20           | 20           | "Spring Training"                 | Burt Brinckerhoff | Charles Rosin                   | 25 de abril de 1991     | 2190019          | 10,5                |
| 21           | 21           | "Spring Dance"                    | Darren Star       | Darren Star                     | 2 de maio de 1991       | 2190020          | 12,9                |
| 22           | 22           | "Home Again"                      | Charles Braverman | Amy Spies                       | 9 de maio de 1991       | 2190021          | 15,0                |

### 2ª temporada (1991–92)
| N.º na série | N.º na temp. | Título                                        | Dirigido por      | Escrito por                     | Exibição original       | Cód. de produção | Audiência (milhões) |
| ------------ | ------------ | --------------------------------------------- | ----------------- | ------------------------------- | ----------------------- | ---------------- | ------------------- |
| 23           | 1            | "Beach Blanket Brandon"                       | Charles Braverman | Darren Star                     | 11 de julho de 1991     | 2191022          | 19,1                |
| 24           | 2            | "The Party Fish"                              | Daniel Attias     | Charles Rosin                   | 18 de julho de 1991     | 2191023          | 16,0                |
| 25           | 3            | "Summer Storm"                                | Charles Braverman | Steve Wasserman & Jessica Klein | 25 de julho de 1991     | 2191024          | 18,1                |
| 26           | 4            | "Anaconda"                                    | Daniel Attias     | Jonathan Roberts                | 1 de agosto de 1991     | 2191025          | 15,4                |
| 27           | 5            | "Play it Again, David"                        | Charles Braverman | Sherri Ziff                     | 8 de agosto de 1991     | 2191026          | 17,4                |
| 28           | 6            | "Pass/Not Pass"                               | Jefferson Kibbee  | Allison Adler                   | 15 de agosto de 1991    | 2191027          | 16,1                |
| 29           | 7            | "Camping Trip"                                | Jeff Melman       | Karen Rosin                     | 29 de agosto de 1991    | 2191028          | 17,0                |
| 30           | 8            | "Wild Fire"                                   | Daniel Attias     | Steve Wasserman & Jessica Klein | 12 de setembro de 1991  | 2191029          | 17,7                |
| 31           | 9            | "Ashes to Ashes"                              | Charles Braverman | Charles Rosin & Judi Ann Mason  | 19 de setembro de 1991  | 2191030          | 19,0                |
| 32           | 10           | "Necessity is a Mother"                       | Jefferson Kibbee  | Steve Wasserman & Jessica Klein | 26 de setembro de 1991  | 2191031          | 16,5                |
| 33           | 11           | "Leading from the Heart"                      | Daniel Attias     | Darren Star                     | 10 de outubro de 1991   | 2191032          | 15,9                |
| 34           | 12           | "Down and Out (of District) in Beverly Hills" | Charles Braverman | Karen Rosin & Allison Adler     | 17 de outubro de 1991   | 2191033          | 15,0                |
| 35           | 13           | "Halloween"                                   | Michael Katleman  | Jonathan Roberts                | 31 de outubro de 1991   | 2191034          | 16,6                |
| 36           | 14           | "The Next 50 Years"                           | Daniel Attias     | Karen Rosin & Charles Rosin     | 7 de novembro de 1991   | 2191035          | 22,3                |
| 37           | 15           | "U4EA"                                        | Charles Braverman | Allison Adler                   | 14 de novembro de 1991  | 2191036          | 20,8                |
| 38           | 16           | "My Desperate Valentine"                      | Jeff Melman       | Michael Swerdlick               | 21 de novembro de 1991  | 2191037          | 28,7                |
| 39           | 17           | "Chuckie's Back"                              | Bradley Gross     | Steve Wasserman & Jessica Klein | 12 de dezembro de 1991  | 2191038          | 18,2                |
| 40           | 18           | "A Walsh Family Christmas"                    | Darren Star       | Darren Star                     | 19 de dezembro de 1991  | 2191039          | 22,6                |
| 41           | 19           | "Fire and Ice"                                | Jeff Melman       | Carl Sautter                    | 9 de janeiro de 1992    | 2191040          | 19,6                |
| 42           | 20           | "A Competitive Edge"                          | David Carson      | Douglas Brooks West             | 23 de janeiro de 1992   | 2191042          | 18,7                |
| 43           | 21           | "Everybody's Talkin' `Bout It"                | Daniel Attias     | Karen Rosin & Charles Rosin     | 6 de fevereiro de 1992  | 2191043          | 19,0                |
| 44           | 22           | "And Baby Makes Five"                         | Bill D'Elia       | Steve Wasserman & Jessica Klein | 13 de fevereiro de 1992 | 2191044          | 16,7                |
| 45           | 23           | "Cardio-Funk"                                 | Daniel Attias     | Steve Wasserman & Jessica Klein | 27 de fevereiro de 1992 | 2191041          | 21,3                |
| 46           | 24           | "The Pit and the Pendulum"                    | Daniel Attias     | Larry Barber & Paul Barber      | 19 de março de 1992     | 2191045          | 17,2                |
| 47           | 25           | "Meeting Mr. Pony"                            | Bradley Gross     | Jonathan Lemkin                 | 2 de abril de 1992      | 2191046          | 20,9                |
| 48           | 26           | "Things to Do on a Rainy Day"                 | Bethany Rooney    | Jonathan Roberts & Maria Semple | 23 de abril de 1992     | 2191047          | 19,5                |
| 49           | 27           | "Mexican Standoff"                            | Bradley Gross     | Steve Wasserman & Jessica Klein | 30 de abril de 1992     | 2191048          | 15,8                |
| 50           | 28           | "Wedding Bell Blues"                          | Charles Braverman | Darren Star                     | 7 de maio de 1992       | 2191049          | 21,4                |

### 3ª temporada (1992–93)
| N.º na série | N.º na temp. | Título                                          | Dirigido por        | Escrito por          | Exibição original       | Cód. de produção  | Audiência (milhões) |
| ------------ | ------------ | ----------------------------------------------- | ------------------- | -------------------- | ----------------------- | ----------------- | ------------------- |
| 51           | 1            | "Misery Loves Company"                          | Jeffrey Melman      | Jessica Klein        | 15 de julho de 1992     | 2192050           | 16.7                |
| 52           | 2            | "The Twins, the Trustee, and the Very Big Trip" | David Carson        | Charles Rosin        | 22 de julho de 1992     | 2192051           | 15.8                |
| 53           | 3            | "Too Little, Too Late/Paris 75001"              | Daniel Attias       | Karen Rosin          | 29 de julho de 1992     | 2192052           | 13.2                |
| 54           | 4            | "Sex, Lies and Volleyball/Photo Fini"           | Jeffrey Melman      | Kenneth Biller       | 5 de agosto de 1992     | 2192053           | 13.2                |
| 55           | 5            | "Shooting Star/American in Paris"               | Daniel Attias       | Jessica Klein        | 12 de agosto de 1992    | 2192054           | 16.2                |
| 56           | 6            | "Castles in the Sand"                           | Paul Lazarus        | Ann Donahue          | 19 de agosto de 1992    | 2192055           | 17.1                |
| 57           | 7            | "A Song of Myself"                              | Jeffrey Melman      | Kenneth Biller       | 9 de setembro de 1992   | 2192056           | 16.6                |
| 58           | 8            | "The Back Story"                                | Bradley M. Gross    | Karen Rosin          | 16 de setembro de 1992  | 2192057           | 14.3                |
| 59           | 9            | "Highwire"                                      | Bethany Rooney      | Star Frohman         | 23 de setembro de 1992  | 2192058           | 16.2                |
| 60           | 10           | "Home and Away"                                 | Jack Bender         | Chip Johannessen     | 7 de outubro de 1992    | 2192059           | 15.6                |
| 61           | 11           | "A Presumption of Innocence"                    | Bethany Rooney      | Karen Rosin          | 21 de outubro de 1992   | 2192060           | 16.4                |
| 62           | 12           | "Destiny Rides Again"                           | Christopher Hibler  | Jessica Klein        | 4 de novembro de 1992   | 2192061           | 19.9                |
| 63           | 13           | "Rebel with a Cause"                            | Daniel Attias       | Star Frohman         | 11 de novembro de 1992  | 2192062           | 19.7                |
| 64           | 14           | "Wild Horses"                                   | Bobby Roth          | Kenneth Biller       | 18 de novembro de 1992  | 2192063           | 16.9                |
| 65           | 15           | "The Kindness of Strangers"                     | Richard Lang        | Jessica Klein        | 25 de novembro de 1992  | 2192064           | 16.2                |
| 66           | 16           | "It's a Totally Happening Life"                 | Richard Lang        | Charles Rosin        | 16 de dezembro de 1992  | 2192066           | 15.8                |
| 67           | 17           | "The Game Is Chicken"                           | Jack Bender         | Darren Star          | 6 de janeiro de 1993    | 2192065           | 16.2                |
| 68           | 18           | "Midlife... Now What?"                          | Robert Becker       | Lana Freistat Melman | 13 de janeiro de 1993   | 2192067           | 16.6                |
| 69           | 19           | "Back in the High Life Again"                   | Bill D'Elia         | Jessica Klein        | 27 de janeiro de 1993   | 2192068           | N/A                 |
| 70           | 20           | "Parental Guidance Recommended"                 | Gwen Arner          | Darren Star          | 3 de fevereiro de 1993  | 2192069           | 16.6                |
| 71           | 21           | "Dead End"                                      | Jeffrey Melman      | Star Frohman         | 10 de fevereiro de 1993 | 2192070           | 19.7                |
| 72           | 22           | "The Child Is Father to the Man"                | James Whitmore, Jr. | Charles Rosin        | 17 de fevereiro de 1993 | 2192071           | 18.7                |
| 73           | 23           | "Duke's Bad Boy"                                | Robert Becker       | Jessica Klein        | 3 de março de 1993      | 2192072           | 16.0                |
| 74           | 24           | "Perfectly Perfect"                             | Bethany Rooney      | Gillian Horvath      | 24 de março de 1993     | 2192073           | 19.1                |
| 75           | 25           | "Senior Poll"                                   | Christopher Hibler  | Darren Star          | 7 de abril de 1993      | 2192074           | 15.0                |
| 76           | 26           | "She Came in Through the Bathroom Window"       | Jason Priestley     | Ken Stringer         | 28 de abril de 1993     | 2192075           | 14.4                |
| 77           | 27           | "A Night to Remember"                           | Richard Lang        | Jessica Klein        | 5 de maio de 1993       | 2192076           | 17.0                |
| 78           | 28           | "Something in the Air"                          | James Whitmore, Jr. | Jessica Klein        | 12 de maio de 1993      | 2192077           | 16.9                |
| 79 80        | 29 30        | "Commencement"                                  | Daniel Attias       | Charles Rosin        | 19 de maio de 1993      | 2192078A 2192078B | 22.2                |

### 4ª temporada (1993–94)
| N.º na série | N.º na temp. | Título                                        | Dirigido por                  | Escrito por                      | Exibição original       | Cód. de produção  | Audiência (milhões) |
| ------------ | ------------ | --------------------------------------------- | ----------------------------- | -------------------------------- | ----------------------- | ----------------- | ------------------- |
| 81           | 1            | "So Long, Farewell, Auf Wiedersehen, Goodbye" | Bill D'Elia                   | Charles Rosin                    | 8 de setembro de 1993   | 2193079           | 18.1                |
| 82           | 2            | "The Girl from New York City"                 | Jeffrey Melman                | Jessica Klein                    | 15 de setembro de 1993  | 2193080           | 15.1                |
| 83           | 3            | "The Little Fish"                             | Gilbert M. Shilton            | Larry Mollin                     | 22 de setembro de 1993  | 2193081           | 15.5                |
| 84           | 4            | "Greek to Me"                                 | Bethany Rooney                | Chip Johannessen                 | 29 de setembro de 1993  | 2193082           | 13.9                |
| 85           | 5            | "Radio Daze"                                  | Richard Lang                  | Richard Gollance                 | 6 de outubro de 1993    | 2193083           | 14.4                |
| 86           | 6            | "Strangers in the Night"                      | James Eckhouse                | Jennifer Flackett                | 13 de outubro de 1993   | 2193084           | 16.4                |
| 87           | 7            | "Moving Targets"                              | Paul Schneider                | Larry Mollin                     | 20 de outubro de 1993   | 2193085           | 13.9                |
| 88           | 8            | "Twenty Years Ago Today"                      | James Whitmore, Jr.           | Jessica Klein                    | 27 de outubro de 1993   | 2193086           | 15.0                |
| 89           | 9            | "Otherwise Engaged"                           | Daniel Attias & Chip Chalmers | Jennifer Flackett                | 3 de novembro de 1993   | 2193087           | 16.3                |
| 90           | 10           | "And Did It... My Way"                        | Jason Priestley               | Richard Gollance                 | 10 de novembro de 1993  | 2193088           | 17.0                |
| 91           | 11           | "Take Back the Night"                         | James Whitmore, Jr.           | Chip Johannessen                 | 17 de novembro de 1993  | 2193089           | 17.8                |
| 92           | 12           | "Radar Love"                                  | Paul Schneider                | Jessica Klein                    | 24 de novembro de 1993  | 2193090           | 15.3                |
| 93           | "Emily"      | Richard Lang                                  | Jessica Klein                 | 1 de dezembro de 1993            | 2193091                 | 15.5              |                     |
| 94           | 14           | "Windstruck"                                  | Gilbert M. Shilton            | Richard Gollance                 | 15 de dezembro de 1993  | 2193092           | 14.7                |
| 95           | 15           | "Somewhere in the World it's Christmas"       | Bradley M. Gross              | Charles Rosin                    | 22 de dezembro de 1993  | 2193093           | 14.8                |
| 96           | 16           | "Crunch Time"                                 | Les Landau                    | Richard Gollance                 | 5 de janeiro de 1994    | 2193094           | 16.6                |
| 97           | 17           | "Thicker Than Water"                          | Michael Lange                 | Lana Freistat Melman             | 12 de janeiro de 1994   | 2193095           | 18.9                |
| 98           | 18           | "Heartbreaker"                                | Paul Schneider                | Chip Johannessen                 | 26 de janeiro de 1994   | 2193096           | 17.3                |
| 99           | 19           | "The Labors of Love"                          | Jefferson Kibbee              | Christine Pettit & Rosanne Welch | 2 de fevereiro de 1994  | 2193097           | 16.5                |
| 100          | 20           | "Scared Very Straight"                        | Chip Chalmers                 | Gary Rosen                       | 9 de fevereiro de 1994  | 2193098           | 18.3                |
| 101          | 21           | "Addicted to Love"                            | Les Landau                    | Richard Gollance                 | 16 de fevereiro de 1994 | 2193099           | N/A                 |
| 102          | 22           | "Change Partners"                             | Bethany Rooney                | Chip Johannessen                 | 23 de fevereiro de 1994 | 2193100           | 15.3                |
| 103          | 23           | "A Pig is a Boy is a Dog"                     | Daniel Attias                 | Richard Gollance                 | 2 de março de 1994      | 2193101           | 20.1                |
| 104          | 24           | "Cuffs and Links"                             | Gilbert M. Shilton            | Jessica Klein                    | 16 de março de 1994     | 2193102           | 18.4                |
| 105          | 25           | "The Time has Come Today"                     | Jason Priestley               | Mick Gallinson                   | 23 de março de 1994     | 2193103           | 17.3                |
| 106          | 26           | "Blind Spot"                                  | Michael Lange                 | Ken Stringer                     | 6 de abril de 1994      | 2193104           | 16.2                |
| 107          | 27           | "Divas"                                       | David Semel                   | Larry Mollin                     | 20 de abril de 1994     | 2193105           | 13.8                |
| 108          | 28           | "Acting Out"                                  | Jeffrey Melman                | Chip Johannessen                 | 27 de abril de 1994     | 2193106           | 17.5                |
| 109          | 29           | "Truth and Consequences"                      | James Eckhouse                | Richard Gollance                 | 4 de maio de 1994       | 2193107           | 16.2                |
| 110          | 30           | "Vital Signs"                                 | Daniel Attias                 | Larry Mollin                     | 11 de maio de 1994      | 2193108           | 17.1                |
| 111 112      | 31 32        | "Mr. Walsh Goes to Washington"                | Michael Lange                 | Jessica Klein                    | 25 de maio de 1994      | 2193109A 2193109B | 20.3                |

### 5ª temporada (1994–95)
| N.º na série | N.º na temp. | Título                                               | Dirigido por        | Escrito por                                                                                             | Exibição original       | Cód. de produção | Audiência (milhões) |
| ------------ | ------------ | ---------------------------------------------------- | ------------------- | --- | ----------------------- | ---------------- | ------------------- |
| 113          | 1            | "What I Did on My Summer Vacation and Other Stories" | Michael Lange       | Charles Rosin & Larry Mollin                                                                            | 7 de setembro de 1994   | 2194110          | 21.2                |
| 114          | 2            | "Under the Influence"                                | Scott Paulin        | Chip Johannessen                                                                                        | 14 de setembro de 1994  | 2194111          | 16.2                |
| 115          | 3            | "A Clean Slate"                                      | Bethany Rooney      | Richard Gollance                                                                                        | 21 de setembro de 1994  | 2194112          | 17.9                |
| 116          | 4            | "Life after Death"                                   | James Whitmore, Jr. | Jessica Klein & Steve Wasserman                                                                         | 28 de setembro de 1994  | 2194113          | 18.5                |
| 117          | 5            | "Rave On"                                            | David Semel         | Larry Mollin                                                                                            | 5 de outubro de 1994    | 2194114          | 17.0                |
| 118          | 6            | "Homecoming"                                         | Gilbert M. Shilton  | Meredith Stiehm                                                                                         | 12 de outubro de 1994   | 2194115          | 18.0                |
| 119          | 7            | "Who's Zoomin' Who?"                                 | Gabrielle Beaumont  | Karen Rosin                                                                                             | 19 de outubro de 1994   | 2194116          | 15.5                |
| 120          | 8            | "Things that Go Bang in the Night"                   | Jason Priestley     | Chip Johannessen                                                                                        | 26 de outubro de 1994   | 2194117          | 18.4                |
| 121          | 9            | "Intervention"                                       | Daniel Attias       | Jessica Klein & Steve Wasserman                                                                         | 2 de novembro de 1994   | 2194118          | 18.0                |
| 122          | 10           | "The Dreams of Dylan McKay"                          | Scott Paulin        | Charles Rosin                                                                                           | 9 de novembro de 1994   | 2194119          | 19.3                |
| 123          | 11           | "Hate is Just a Four Letter Word"                    | Les Landau          | Roteiro por: Charles Rosin História por: Richard Gollance                                               | 16 de novembro de 1994  | 2194120          | 17.1                |
| 124          | 12           | "Rock of Ages"                                       | David Semel         | Larry Mollin                                                                                            | 23 de novembro de 1994  | 2194121          | N/A                 |
| 125          | 13           | "Up in Flames"                                       | Gilbert M. Shilton  | Meredith Stiehm                                                                                         | 30 de novembro de 1994  | 2194122          | 17.0                |
| 126          | 14           | "Injustice for All"                                  | Michael Lange       | Karen Rosin                                                                                             | 14 de dezembro de 1994  | 2194123          | 16.9                |
| 127          | 15           | "Christmas Comes This Time Each Year"                | Richard Lang        | Roteiro por: Max Eisenberg História por: Steve Wasserman & Jessica Klein                                | 21 de dezembro de 1994  | 2194124          | 15.6                |
| 128          | 16           | "Sentenced to Life"                                  | Jack Bender         | Roteiro por: Jessica Klein & Steve Wasserman História por: Ian Ziering, Jessica Klein & Steve Wasserman | 4 de janeiro de 1995    | 2194125          | 17.7                |
| 129          | 17           | "Sweating it Out"                                    | Jason Priestley     | Chip Johannessen                                                                                        | 11 de janeiro de 1995   | 2194126          | 15.3                |
| 130          | 18           | "Hazardous to Your Health"                           | James Whitmore, Jr. | Larry Mollin                                                                                            | 18 de janeiro de 1995   | 2194127          | 16.5                |
| 131          | 19           | "Little Monsters"                                    | James Eckhouse      | Meredith Stiehm                                                                                         | 1 de fevereiro de 1995  | 2194128          | 16.0                |
| 132          | 20           | "You Gotta Have Heart"                               | Gilbert M. Shilton  | Max Eisenberg                                                                                           | 8 de fevereiro de 1995  | 2194129          | 15.3                |
| 133          | 21           | "Stormy Weather"                                     | Bethany Rooney      | Roteiro por: Lana Freistat Melman História por: Larry Mollin                                            | 15 de fevereiro de 1995 | 2194130          | 15.8                |
| 134          | 22           | "Alone at the Top"                                   | Victor Lobl         | Steve Wasserman & Jessica Klein                                                                         | 22 de fevereiro de 1995 | 2194131          | 16.6                |
| 135          | 23           | "Love Hurts"                                         | Gilbert M. Shilton  | Roteiro por: Ken Stringer História por: Larry Mollin                                                    | 1 de março de 1995      | 2194132          | 15.5                |
| 136          | 24           | "Unreal World"                                       | David Semel         | Roteiro por: Meredith Stiehm História por: Larry Mollin                                                 | 15 de março de 1995     | 2194133          | 15.9                |
| 137          | 25           | "Double Jeopardy"                                    | Richard Lang        | Christine Elise McCarthy & Sam Sarkar                                                                   | 29 de março de 1995     | 2194134          | 14.8                |
| 138          | 26           | "A Song for My Mother"                               | Chip Chalmers       | Max Eisenberg                                                                                           | 5 de abril de 1995      | 2194135          | 14.5                |
| 139          | 27           | "Squash It"                                          | Les Landau          | Escrito por: Phil Savath História por: Larry Mollin                                                     | 12 de abril de 1995     | 2194136          | 13.3                |
| 140          | 28           | "Girls on the Side"                                  | Victor Lobl         | Meredith Stiehm                                                                                         | 3 de maio de 1995       | 2194137          | 11.4                |
| 141          | 29           | "The Real McCoy"                                     | Jason Priestley     | Roteiro por: Charles Rosin História por: Larry Mollin & Charles Rosin                                   | 10 de maio de 1995      | 2194138          | 11.4                |
| 142          | 30           | "Hello Life, Goodbye Beverly Hills"                  | James Whitmore, Jr. | Jessica Klein & Steve Wasserman                                                                         | 17 de maio de 1995      | 2194139          | 13.6                |
| 143          | 31           | "P.S. I Love You: Part 1"                            | Victor Lobl         | Larry Mollin & Chip Johannessen                                                                         | 24 de maio de 1995      | 2194140A         | 17.1                |
| 144          | 32           | "P.S. I Love You: Part 2"                            | Victor Lobl         | Larry Mollin & Chip Johannessen                                                                         | 24 de maio de 1995      | 2194140B         | 17.1                |

### 6ª temporada (1995–96)
| Nº | #  | Título                               | Direção             | Escritor (es)        | Datas de exibição       | Código de produção |
| --- | -- | ------------------------------------ | ------------------- | -------------------- | ----------------------- | ------------------ |
| 145 | 1  | "Home Is Where The Tart Is"          | Michael Lange       | Jessica Klein        | 13 de setembro de 1995  | 2195141            |
| Com Jim e Cindy em Hong Kong, Brandon é o último Walsh no famoso código postal. Quando Brandon volta do emprego de verão em Boston, ele descobre que a casa dos Walsh será demolida. Kelly retorna de Nova York onde trabalhou como modelo, acompanhada do artista plástico Colin, que é apresentado numa provocativa cena que se passa no avião. Depois do curso de verão, Steve dá uma festa para destruir a casa dos Walsh, onde todos quebram e picham a casa. Depois de trabalhar no Teatro Grego, David se arrepende de ter terminado com Clare. Donna tem uma festa particular com Ray no iate de seus pais. Ginger, uma amiga de Valerie, chega de Buffalo. Dylan descobre o nome do assassino de seu pai: Andy Marchette. |    |                                      |                     |                      |                         |                    |
| 146 | 2  | "Buffalo Gals"                       | James Whitmore, Jr. | Michael Lyons        | 13 de setembro de 1995  | 2195142            |
| É o 21º aniversário de Kelly e David organiza uma festa no Teatro Grego para ela, e chama Colin e o restante da turma. Brandon descobre que a casa não vai mais ser demolida e decide continuar nela. Ele e Steve vão ao depósito pegar os móveis de volta. Dylan descobre quem é Andy Marchette e vai até a empresa dele para sondá-lo. Ginger, a amiga de Valerie, rouba US$ 200 de Brandon e o relógio de Steve. Ray viaja com Donna e os Martin até Nevada, no iate da família dela, mas é acusado de roubar um anel caríssimo durante uma festa realizada no iate. Donna defende Ray. Valerie pede a ajuda de Ginger para conseguir ser aceita no grupo. Ray é inocentado.                                                    |    |                                      |                     |                      |                         |                    |
| 147 | 3  | "Must Be a Guy Thing"                | Jason Priestley     | John Eisendrath      | 20 de setembro de 1995  | 2195143            |
| Enquanto Dylan procura pelo "filho" do assassino de seu pai, ele conhece Toni. Brandon resolve entrar para a equipe do Condor e conhece a editora do jornal, Susan. Clare se oferece para ajudar Steve em matemática, já que ele é forçado a refazer a sua inscrição em algumas matérias. Grandes oportunidades surgem para Ray e Colin. NOTA: Esta é a primeira aparição de Emma Caulfield, como Susan Keats |    |                                      |                     |                      |                         |                    |
| 148 | 4  | "Everything's Coming Up Roses"       | Victor Lobl         | Dinah Kirgo          | 27 de setembro de 1995  | 2195144            |
| Brandon e Susan cobrem o Torneio das Rosas, no qual Kelly, Donna e Clare são candidatas. Enquanto Valerie ajuda Colin, Kelly ajuda David, que recebe trágicas notícias. Ray faz uma apresentação para o dono de uma gravadora. Brandon e Dylan iniciam novos relacionamentos. |    |                                      |                     |                      |                         |                    |
| 149 | 5  | "Lover's Leap"                       | Bethany Rooney      | Ken Stringer         | 4 de outubro de 1995    | 2195145            |
| David entra em depressão em função da tentativa de suicídio de sua mãe. Valerie se lembra de seu pai. Brandon convida Susan para um primeiro encontro. Toni convida os amigos de Dylan para jantar em sua mansão. Dylan é pego mexendo em documentos do escritório do pai de Toni. Bruno, um dos guarda-costas da mansão comenta com Dylan que conheceu o pai dele. Steve e Clare se beijam. |    |                                      |                     |                      |                         |                    |
| 150 | 6  | "Speechless"                         | David Semel         | Larry Mollin         | 18 de outubro de 1995   | 2195146            |
| Steve arma para que um filme seja rodado na casa dos Walsh, mas esquece de dizer a Brandon que é um filme pornô. Kelly, Donna, Clare e Valerie decidem revelar todos os segredos durante sua viagem, mas alguns imprevistos interrompem os planos delas. A verdade sobre Ray e Valerie vem à tona. Depois que Marchette o agride, Dylan conta a verdade à Toni, mas ela não acredita nele. |    |                                      |                     |                      |                         |                    |
| 151 | 7  | "Violated"                           | Christopher Hibler  | Larry Mollin         | 25 de outubro de 1995   | 2195147            |
| Um professor assedia Valerie sexualmente, então ela pede ajuda ao Condor e tem que lidar com a sua reputação. O pai de Toni a força a escolher entre ele e Dylan. Kelly descobre mais informações sobre a relação de Colin com a sua agente. Clare e Steve se preparam para uma noite romântica depois da exposição do Colin. |    |                                      |                     |                      |                         |                    |
| 152 | 8  | "Gypsies, Cramps and Fleas"          | Burt Brinckerhoff   | Christine Elise      | 1 de novembro de 1995   | 2195148            |
| A turma vai à festa de Halloween no Peach Pit After Dark. David investe numa poção do amor de uma cartomante, mas quem acaba tomando a poção é um outro casal. Donna diz a Ray que eles devem ser apenas amigos, mas ele não consegue cooperar ao vê-la dançando com o zagueiro Joe. Kelly perdoa Colin mais uma vez. Toni força seu pai a dizer a verdade sobre o pai de Dylan. NOTA: Esta é a primeira aparição de Cameron Bancroft como Joe Bradley |    |                                      |                     |                      |                         |                    |
| 153 | 9  | "Earthquake Weather"                 | Gilbert M. Shilton  | Michael Lyons        | 6 de novembro de 1995   | 2195149            |
| Os amigos ficam chocados quando Dylan anuncia o seu casamento com Toni. Um terremoto considerável faz com que Brandon e Susan fiquem presos num elevador com uma mulher grávida prestes a dar à luz. No final do Torneio das Rosas em Pasadena, Donna descobre um segredo do passado de sua mãe. Ela também recebe um aviso do terapeuta de Ray. Steve e Clare não conseguem parar de pensar "naquilo". O mesmo acontece com David, mas Valerie ainda está dando uma de difícil. |    |                                      |                     |                      |                         |                    |
| 154 | 10 | "One Wedding and a Funeral"          | James Whitmore, Jr. | Steve Wasserman      | 8 de novembro de 1995   | 2195150            |
| Ray agride Donna, da maneira que o terapeuta havia avisado. Dylan e Toni planejam uma nova vida no Havaí, apesar dos planos de Marchette. A turma "seqüestra" os noivos para suas respectivas despedidas de solteiro. Marchette marca um encontro com Dylan depois da cerimônia, mas é Toni quem vai em seu lugar. E o atirador mata a pessoa errada... Dylan deixa Beverly Hills. NOTA: Esta é a última aparição de Luke Perry, como Dylan McKay até a 9ª temporada. |    |                                      |                     |                      |                         |                    |
| 155 | 11 | "Offensive Interference"             | Scott Paulin        | Larry Mollin         | 15 de novembro de 1995  | 2195151            |
| J.J. Jones volta à cidade e cobra um favor de Valerie. Ela concorda e acaba indo parar na cadeia. Ray abre um processo contra Joe, o que deixa o zagueiro suspenso dos jogos. A mãe de Donna confessa um segredo do passado. Steve tenta proteger o mascote da universidade. |    |                                      |                     |                      |                         |                    |
| 156 | 12 | "Breast Side Up"                     | David Semel         | Jessica Klein        | 22 de novembro de 1995  | 2195152            |
| Com Susan e Colin viajando, Brandon e Kelly ficam cada vez mais próximos. Valerie se irrita com a índole prestativa da mãe de David. Steve surpreende a todos na festa do pai de Clare. O jogador de futebol americano Steve Young aparece na ceia de Ação de Graças da casa dos Walsh — apenas uma das surpresas que Donna preparou para o aniversário de Joe. |    |                                      |                     |                      |                         |                    |
| 157 | 13 | "Courting"                           | Gilbert M. Shilton  | John Eisendrath      | 29 de novembro de 1995  | 2195153            |
| Brandon cobre o julgamento de Joe para o Condor. Donna é pega numa mentira. Brandon conversa com Ray sobre o processo contra Joe. Valerie insinua para Colin e Susan que algo pode ter acontecido entre Kelly e Brandon no feriado. Colin dá uma de babá de Erin, enquanto David e Kelly estão no tribunal. NOTA: Esta é a última aparição de Jamie Walters, como Ray Pruit, como regular na série. |    |                                      |                     |                      |                         |                    |
| 158 | 14 | "Fortunate Son"                      | James Fargo         | John Eisendrath      | 13 de dezembro de 1995  | 2195154            |
| Steve causa problemas na agência onde Rush lhe arrumou um estágio. Donna substitui Lisa no seu emprego em uma loja de conveniência num bairro pobre de Los Angeles, e ajuda um menino que foi visto roubando. Valerie e Kelly disputam em um leilão de caridade, quem vai servir de modelo para o quadro de Colin. Brandon volta a ter problemas com o jogo. |    |                                      |                     |                      |                         |                    |
| 159 | 15 | "Angels We Have Heard On High"       | Jason Priestley     | Larry Mollin         | 20 de dezembro de 1995  | 2195155            |
| A turma ajuda um grupo de crianças a ter um Natal farto e feliz. Cindy vem visitar o filho no Natal — com intenções de divórcio. Colin celebra a data com cocaína. O estágio de Steve vai bem até que um outro erro lhe põe na rua. Mas, para compensar, nessa mesma noite ele descobre que Rush é seu verdadeiro pai. NOTA: Carol Potter faz uma aparição neste episódio, como Cindy Walsh. |    |                                      |                     |                      |                         |                    |
| 160 | 16 | "Turn Back the Clock"                | Graeme Lynch        | Larry Mollin         | 3 de janeiro de 1996    | 2195156            |
| Steve tem que tomar conta de Ryan e Austin, seus meio-irmãos. Kelly desconfia que Valerie anda partilhando o vício da cocaína com Colin. Brandon sente que foi deixado de lado quando Jonathan, o ex-namorado de Susan, aparece para uma visita surpresa. David e Joe passam a virada do ano procurando o papagaio de Donna, que fugiu. Valerie fica arrasada. |    |                                      |                     |                      |                         |                    |
| 161 | 17 | "Fade In, Fade Out"                  | Jason Priestley     | Jessica Klein        | 10 de janeiro de 1996   | 2195157            |
| O pai de Kelly chega à Los Angeles prometendo ficar na cidade. Kelly rompe com Collin quando ela o encontra drogado, mas depois é ela quem acaba se drogando. O festival de cinema de Roger Corman, organizado por Steve, acaba revelando segredos do passado de Nat, e traz de volta uma antiga paixão. Brandon pede ajuda a Valerie para fazer com que uma mensagem de Jonathan não chegue às mãos de Susan. Joe tem uma consulta com o pai de Donna, um conceituado cardiologista. |    |                                      |                     |                      |                         |                    |
| 162 | 18 | "Snowbound"                          | Chip Chalmers       | John Whelpley        | 17 de janeiro de 1996   | 2195158            |
| O grupo fica desconfiado quando Kelly passa a evitá-los e matar aula para passar todo o seu tempo com Colin. Donna questiona a positiva segunda opinião que Joe recebeu. Depois de serem pegos apostando corrida nas ruas da cidade, Clare e Steve têm que voltar para a auto-escola, e acabam indo parar num talk-show. Susan pressiona Brandon a escrever sobre o problema de Joe, o que acabaria com a promissora carreira do zagueiro da Universidade da Califórnia. |    |                                      |                     |                      |                         |                    |
| 163 | 19 | "Nancy's Choice"                     | James Whitmore, Jr. | John Eisendrath      | 31 de janeiro de 1996   | 2195159            |
| A indicação de Susan para um prêmio de jornalismo universitário traz Jonathan de volta à cidade. Brandon descobre a dramática ligação entre Susan e seu ex-namorado. Clare não acredita quando Steve diz que Elle, par do chanceler na festa de entrega do prêmio de jornalismo, é um travesti. Kelly e Colin tentam largar a cocaína, mas a venda de um quadro pintado por Colin quando estava drogado o faz reconsiderar. |    |                                      |                     |                      |                         |                    |
| 164 | 20 | "Flying"                             | Chip Chalmers       | Phil Savath          | 7 de fevereiro de 1996  | 2195160            |
| Contra a vontade de Donna, Joe vai se aventurar num avião bimotor junto com Jonathan, Brandon e Steve — e ele acaba desmaiando. Donna e Clare, ao encontrar drogas no apartamento, enfrentam Kelly e a obrigam a se mudar. Ginger, a amiga de Valerie, volta à cidade ameaçando revelar um antigo segredo. Mais tarde ela demonstra interesse por David. Susan declara que já esqueceu Jonathan, mas não consegue convencê-lo disso. |    |                                      |                     |                      |                         |                    |
| 165 | 21 | "Bleeding Hearts"                    | Jason Priestley     | Lana Freistat Melman | 14 de fevereiro de 1996 | 2195161            |
| Donna organiza a festa sem sexo da Irmandade Alpha, onde as pessoas devem fazer um voto de 24 horas de celibato para promover o sexo seguro através da abstinência. Clare aposta com Steve que ele não vai conseguir cumprir o prazo sem sexo e usa todo o seu poder de sedução para conseguir ganhar a aposta. Joe recebe más notícias do técnico e pensa em largar a faculdade. Valerie apresenta Ginger à Jonathan, para fazê-la desistir de David. Quando o plano falha, ela pede a David um grande favor. É o fim para David e Valerie. Depois de usar todo o estoque de cocaína de Colin, Kelly tenta arranjar mais droga por conta própria.                                                                                 |    |                                      |                     |                      |                         |                    |
| 166 | 22 | "All This and Mary Too"              | James Fargo         | Sam Sarkar           | 21 de fevereiro de 1996 | 2195162            |
| Kelly vai para a reabilitação e conhece uma misteriosa colega de quarto, Tara. Steve e Clare armam encontros para David com duas louras chamadas Mary. Susan e Brandon têm problemas ao esquiar fora da área patrulhada. Enquanto isso, Colin e Valerie, que foram abandonados por seus respectivos namorados, decidem se consolar juntos. Donna pesquisa um novo tratamento cardíaco que possa ajudar Joe. |    |                                      |                     |                      |                         |                    |
| 167 | 23 | "Leap of Faith"                      | Christopher Hibler  | Ken Stringer         | 28 de fevereiro de 1996 | 2195163            |
| Brandon e Susan passam o final de semana com os pais dela em San Diego, onde eles são flagrados em uma situação comprometedora. Colin vai atrás de cocaína justamente na boca de fumo onde a polícia está dando uma batida. Colin tenta fugir da polícia e a perseguição em alta velocidade acaba indo parar no noticiário. Kelly reage mal ao saber que Valerie e Colin estão juntos. Steve compra uma moto para impressionar Clare, que não compartilha da sua felicidade. O irmão de Joe tenta impedir o zagueiro de fazer a cirurgia experimental e tenta anular a influência de Donna. |    |                                      |                     |                      |                         |                    |
| 168 | 24 | "Coming Out, Getting Out, Going Out" | Gilbert M. Shilton  | John Whelpley        | 13 de março de 1996     | 2195164            |
| Clare e Susan tentam reacender a velha chama entre Nat e Joan. Kelly sai da clínica e volta para a casa de praia, onde recebe um chamado de ajuda de Tara. Valerie hipoteca o After Dark para conseguir dinheiro para pagar a fiança de Colin. |    |                                      |                     |                      |                         |                    |
| 169 | 25 | "Smashed"                            | Charles Correll     | Meredith Stiehm      | 20 de março de 1996     | 2195165            |
| Steve e seus irmãos da fraternidade KEG dão uma festa na casa dos Walsh, cujos convidados incluem Colin, que está em condicional; Tara, a nova moradora da casa de praia; e Greg, o estudante de medicina que está saindo com Kelly. Colin acaba aceitando ir para a prisão. Ryan, o irmão de Steve, vai parar no hospital. |    |                                      |                     |                      |                         |                    |
| 170 | 26 | "Flirting With Disaster"             | David Semel         | John Eisendrath      | 3 de abril de 1996      | 2195166            |
| O pai de Colin faz uma visita. Steve, Joe, Brandon, Clare, Donna e Susan vão acampar, mas três belas canadenses distraem os rapazes e acabam com o clima de paz da viagem. Tara, que se mostra psicologicamente instável, faz planos e sabota o relacionamento de Kelly e Greg. |    |                                      |                     |                      |                         |                    |
| 171 | 27 | "Strike the Match"                   | James Darren        | Steve Wasserman      | 10 de abril de 1996     | 2195167            |
| O projeto de vídeo de Donna e David acaba mostrando Donna como sendo a última mulher virgem da Terra, o que deixa Joe irritado. Clare vai morar com Steve até Tara sair da casa de praia. Brandon recebe uma irrecusável proposta de emprego em Boston, o que arruinaria seus planos de viajar com Susan durante o verão. Tara mostra sua verdadeira face. |    |                                      |                     |                      |                         |                    |
| 172 | 28 | "The Big Hurt"                       | Frank Thackery      | Larry Mollin         | 1 de maio de 1996       | 2195168            |
| Steve fica impressionado com um amigo de infância de Clare, que é um príncipe. Todos gostam do vídeo de Donna e David, menos Joe. Colin recebe sua sentença depois que seu advogado faz um acordo com a promotoria. Tara resolve acabar com o sofrimento de Kelly, e tenta matá-la e suicidar-se. |    |                                      |                     |                      |                         |                    |
| 173 | 29 | "Ticket to Ride"                     | Anson Williams      | Meredith Stiehm      | 8 de maio de 1996       | 2195169            |
| Susan e Brandon ganham US$ 5.000 na loteria, mas perdem o bilhete. Valerie enfrenta uma difícil situação quando Colin foge para não ser preso. A fama bate à porta dos produtores do vídeo David e Donna. O príncipe Carl planeja uma festa de aniversário para Steve. |    |                                      |                     |                      |                         |                    |
| 174 | 30 | "Ray of Hope"                        | Gilbert M. Shilton  | Jessica Klein        | 15 de maio de 1996      | 2195170            |
| Ray Pruit volta à cidade e contrata David e Donna para produzirem seu vídeo, o que deixa Joe irado. Colin se prepara para deixar o país, e Valerie pede ajuda a Kelly. Joe escolhe um novo rumo para a sua vida, e para a vida de Donna também. Clare fica emocionada com as lembranças que Carl tem da sua mãe. Joe deixa a cidade. |    |                                      |                     |                      |                         |                    |
| 175 | 31 | "You Say It's Your Birthday: Part 1" | Michael Lange       | Larry Mollin         | 22 de maio de 1996      | 2195171A           |
| A banda Goo Goo Dolls se apresenta na festa de aniversário de Steve, onde Erik dá em cima de Donna e Kelly, entre outras garotas. Andrea Zuckerman chega de surpresa na festa de Steve. Valerie descobre que Brenda e Dylan estão morando juntos em Londres. Nat anuncia que vai se casar com Joan, e que ela está grávida. Valerie recebe ajuda do FBI para encontrar Colin, e acaba se envolvendo com um agente secreto. Colin consegue dinheiro para fugir do país. NOTA: Gabrielle Carteris faz uma aparição como Andrea Zuckerman-Vasquez, Carol Potter faz uma aparição neste episódio, como Cindy Walsh. James Eckhouse faz uma aparição como Jim Walsh.                                                                    |    |                                      |                     |                      |                         |                    |
| 176 | 32 | "You Say It's Your Birthday: Part 2" | Michael Lange       | Larry Mollin         | 22 de maio de 1996      | 2195171B           |
| O príncipe Carl diz estar apaixonado por Clare, e pede a Steve uma chance para conquistá-la. Clare se irrita com Steve achando que ele abriu mão dela, e decide não ficar com nenhum dos dois. Susan recebe uma proposta para trabalhar em Washington durante o verão, e deixa Brandon, que havia desistido de uma proposta semelhante para ficar com ela. Brandon e Steve vão à um bar no cais do porto para afogar as mágoas e se metem numa briga com um marinheiro. Durante a briga, eles vêem Colin. Brandon e Steve passam a noite na cadeia. Clare reata com Steve. Brandon e Steve saem à procura de Colin e conseguem pegá-lo. Colin é finalmente preso. NOTA: Goo Goo Dolls fazem uma aparição neste episódio.           |    |                                      |                     |                      |                         |                    |

### 7ª temporada (1996–97)
| Nº | #  | Título                      | Direção             | Escritor (es)                                                       | Datas de exibição       | Código de produção |
| --- | -- | --------------------------- | ------------------- | ------------------------------------------------------------------- | ----------------------- | ------------------ |
| 177 | 1  | "Remember the Alamo"        | James Whitmore, Jr. | Larry Mollin                                                        | 21 de agosto de 1996    | 2196172            |
| Brandon e Steve enfrentam alguns problemas na viagem pelo Texas. Steve e Clare finalmente se reencontram depois de passarem o verão afastados. Donna e David chegam à conclusão que o seu trabalho de vídeo, e talvez até o seu renovado romance, estejam com problemas. Valerie arruma um contador para cuidar de suas finanças. |    |                             |                     |                                                                     |                         |                    |
| 178 | 2  | "Here We Go Again"          | Anson Williams      | Steve Wasserman                                                     | 28 de agosto de 1996    | 2196173            |
| No clube de praia, Clare descobre que houve muito mais coisas no passado de Kelly e Steve do que ela tinha conhecimento. Kenny dá uma virada na sua relação com Valerie. Donna e David terminam. Kelly começa a trabalhar como voluntária num hospital para aidéticos. Brandon é sondado por Mark para trabalhar na estação de TV da faculdade. |    |                             |                     |                                                                     |                         |                    |
| 179 | 3  | "A Mate for Life"           | Burt Brinckerhoff   | John Whelpley                                                       | 4 de setembro de 1996   | 2196174            |
| Brandon recebe a agradável tarefa de escoltar a dançarina Lily, filha de Joan, para o casamento de Nat e Joan. O bebê de Joan nasce na hora do casamento. Enquanto Brandon ganha uma amiga por um dia, Kelly ganha um amigo para a vida, Jimmy, que é paciente do hospital para aidéticos |    |                             |                     |                                                                     |                         |                    |
| 180 | 4  | "Disappearing Act"          | David Semel         | John Eisendrath                                                     | 11 de setembro de 1996  | 2196175            |
| Brandon e Mark encontram a garota perfeita para apresentar o noticiário da estação de TV da faculdade — Tracy. Um acidente com Jimmy deixa Kelly apavorada com a possibilidade de ter contraído o vírus HIV. Ela decide fazer um exame de sangue. Mel se recusa a dar apoio financeiro à David ao saber, através de Donna, que o filho largou a faculdade. |    |                             |                     |                                                                     |                         |                    |
| 181 | 5  | "Pledging My Love"          | James Darren        | Phil Savath                                                         | 18 de setembro de 1996  | 2196176            |
| O "inofensivo" trote da KEG, que foi liderado por Steve, deixa Brandon em maus lençóis. Clare briga com Steve em função do tal trote. Donna convence as suas irmãs de fraternidade a aceitarem Danny na Alpha. Kelly leva Jimmy a uma cerimônia judaica. |    |                             |                     |                                                                     |                         |                    |
| 182 | 6  | "Housewarming"              | Chip Chalmers       | Jessica Klein                                                       | 25 de setembro de 1996  | 2196177            |
| Um grande incêndio em Hollywood interrompe uma festa na casa de Mark e David. Kelly tem más recordações e Donna se machuca ao tentar salvar um filhote de veado do incêndio. O flerte de Steve na festa de Mark e David resulta no rompimento com Clare. Valerie dá um ultimato à Kenny. Donna e o veado são salvos do fogo pelo bombeiro Cliff. |    |                             |                     |                                                                     |                         |                    |
| 183 | 7  | "Fearless"                  | Harvey Frost        | Larry Mollin                                                        | 30 de outubro de 1996   | 2196178            |
| Steve declara guerra à Clare quando ela começa a namorar Dick. Cliff ajuda Donna na festa de Halloween da irmandade Alpha. David recebe más notícias à respeito de seu avô. Uma festa de Halloween marca a reabertura do Peach Pit After Dark. Kenny e Valerie brigam. NOTA: Tony Rich faz uma aparição neste episódio |    |                             |                     |                                                                     |                         |                    |
| 184 | 8  | "The Things We Do for Love" | Gilbert M. Shilton  | Laurie McCarthy                                                     | 6 de novembro de 1996   | 2196179            |
| O dinheiro que David recebe de herança traz desentendimentos entre ele e Mel. Kelly apóia Valerie após saber, através de Steve, de suas condições. Steve desafia Dick para provocar Clare. Tracy faz uma proposta indecente à Brandon. Cliff revela à Donna que terá que partir. |    |                             |                     |                                                                     |                         |                    |
| 185 | 9  | "Loser Takes All"           | Christopher Hibler  | John Eisendrath                                                     | 13 de novembro de 1996  | 2196180            |
| Alertado por Kelly, Brandon pressiona Kenny para saber sobre o seu caso com Valerie, e acaba descobrindo a parte suja da história. A prosperidade faz um rombo na carteira de David. Brandon faz com que Valerie devolva o dinheiro de Kenny. Clare percebe que essa estória de competição com Dick amadureceu Steve. David compra metade do After Dark. Clare volta com Steve. |    |                             |                     |                                                                     |                         |                    |
| 186 | 10 | "Lost in Las Vegas"         | Michael Lange       | Steve Wasserman                                                     | 20 de novembro de 1996  | 2196181            |
| Enquanto Ray Pruit toca em Las Vegas, a cidade deseja boas vindas ao maníaco-consumista David, aos seus convidados — Valerie, Steve e Clare — e ao seu dinheiro, que vai embora rapidamente. Brandon ajuda uma desconhecida de Ohio que foi assaltada. Kelly e Mark passam ótimos momentos juntos. |    |                             |                     |                                                                     |                         |                    |
| 187 | 11 | "If I Had a Hammer"         | Jason Priestley     | John Whelpley                                                       | 27 de novembro de 1996  | 2196182            |
| Brandon e Steve brigam por um trabalho de sociologia que Steve copiou de Brandon. Kelly e Mark passam mal durante a Ação de Graças. O chanceler Arnold não consegue salvar Steve de ser acusado de plágio. David se submete à observação psiquiátrica. |    |                             |                     |                                                                     |                         |                    |
| 188 | 12 | "Judgement Day"             | David Semel         | Phil Savath                                                         | 11 de dezembro de 1996  | 2196183            |
| Apesar de Steve se declarar culpado e confessar ter copiado o trabalho sem que Brandon soubesse, o professor Randall decide abrir um caso contra Brandon. Sem dinheiro, David compra apenas o After Dark. Donna enfrenta sua mãe, Felicia, por causa de David. Kelly organiza uma festa surpresa para Mark. David e Donna ficam cada vez mais próximos. |    |                             |                     |                                                                     |                         |                    |
| 189 | 13 | "Gift Wrapped"              | Kevin Inch          | Christine Elise                                                     | 18 de dezembro de 1996  | 2196184            |
| É Natal em Beverly Hills. Valerie e Kelly tiram uma à outra no amigo secreto. Kelly descobre que tem uma irmã chamada Joy. A mãe de Steve e o pai de Clare iniciam um romance. David tenta conquistar a amizade e a confiança da mãe de Donna. Clarence Fountain and The Blind Boys of Alabama tocam no Peach Pit After Dark. |    |                             |                     |                                                                     |                         |                    |
| 190 | 14 | "Jobbed"                    | Jason Priestley     | Larry Mollin                                                        | 8 de janeiro de 1997    | 2196185            |
| O passado de Valerie volta à atormentá-la com a chegada de um amigo de Buffalo. Brandon e Mark descobrem que se inscreveram na mesma prestigiada entrevista para a bolsa Drayer. Kelly termina com Mark. Donna prova ser uma verdadeira salva-vidas quando presta socorro ao seu pai em seu escritório. |    |                             |                     |                                                                     |                         |                    |
| 191 | 15 | "Phantom of C.U."           | Les Landau          | Steve Wasserman                                                     | 15 de janeiro de 1997   | 2196186            |
| Clare arruma um encontro para Kelly. Steve conhece um brincalhão durante sua detenção por ter plagiado um trabalho. A aparição de Donna na TV lhe rende um fã indesejado. David suspeita de Tom. NOTA: Donna Lewis faz uma aparição neste episódio. |    |                             |                     |                                                                     |                         |                    |
| 192 | 16 | "Unnecessary Roughness"     | Gilbert M. Shilton  | John Whelpley                                                       | 22 de janeiro de 1997   | 2196187            |
| Donna acha que sabe a identidade do maníaco que a está perseguindo. O ex-namorado de Tracy interrompe seu fim de semana à sós com Brandon. No rancho de seus pais, Steve lidera seus irmãos KEG na salvação de um investimento. David e Tom trabalham juntos para produzir uma festa antes do Super Bowl na boate. |    |                             |                     |                                                                     |                         |                    |
| 193 | 17 | "Face-Off"                  | Chip Chalmers       | Laurie McCarthy                                                     | 29 de janeiro de 1997   | 2196188            |
| Donna continua sendo perseguida pelo maníaco. Tracy diz que ama Brandon, e o relacionamento deles fica mais sério. O fim de semana caseiro de Clare e Steve os leva a falar em morar juntos. A crescente atração entre Tom e Kelly acirra a disputa no jogo de hóquei entre ele e Brandon. |    |                             |                     |                                                                     |                         |                    |
| 194 | 18 | "We Interrupt This Program" | Kevin Inch          | John Eisendrath                                                     | 5 de fevereiro de 1997  | 2196189            |
| O maníaco que vem seguindo Donna revela sua identidade na TV, com uma arma na mão. Steve e Clare tentam esfriar o estranho relacionamento entre seus pais, a atriz Samantha Sanders e o chanceler Arnold. |    |                             |                     |                                                                     |                         |                    |
| 195 | 19 | "My Funny Valentine"        | David Semel         | Jessica Klein                                                       | 12 de fevereiro de 1997 | 2196190            |
| No Dia dos Namorados, Cliff retorna e surpreende Donna. A mãe de Valerie lhe faz uma visita. Steve dá outra mancada com Clare. Valerie confessa sua fraqueza para Kelly, que acaba deixando Tom. Chloe recebe Luther Vandross no Peach Pit After Dark. Tracy tem uma grande surpresa. |    |                             |                     |                                                                     |                         |                    |
| 196 | 20 | "With This Ring"            | Jason Priestley     | Phil Savath                                                         | 19 de fevereiro de 1997 | 2196191            |
| Kelly descobre o motivo da briga entre Tracy e Brandon. Donna e Cliff voltam a namorar. Chloe diz à David a sua opinião sobre Donna e Cliff. Clare insiste com Steve para que ele aconselhe seu irmão sobre pássaros e abelhas. A mãe de Valerie descobre os fatos por trás do suicídio de seu marido. |    |                             |                     |                                                                     |                         |                    |
| 197 | 21 | "Straight Shooter"          | Chip Chalmers       | Larry Mollin                                                        | 26 de fevereiro de 1997 | 2196192            |
| Uma repórter de uma revista conta com a ajuda de Valerie para fazer uma matéria sobre as pessoas mais legais de Los Angeles. Donna fica dividida entre Cliff e David. Clare e Kelly vão atrás dos garotos em Palm Springs. Uma tragédia paira sobre o After Dark. Donna termina com Cliff. |    |                             |                     |                                                                     |                         |                    |
| 198 | 22 | "A Ripe Young Age"          | Scott Paulin        | Steve Wasserman                                                     | 5 de março de 1997      | 2196193            |
| David conhece a avó de Donna, que lhes conta sobre o amor da sua vida. Valerie conhece um atraente ator de cinema, enquanto Kelly conhece um menino que ela suspeita que fugiu de casa. Steve entra em uma pegajosa situação envolvendo um trabalho escolar. |    |                             |                     |                                                                     |                         |                    |
| 199 | 23 | "Storm Warning"             | Bethany Rooney      | John Whelpley                                                       | 19 de março de 1997     | 2196194            |
| Joey retorna à casa de Kelly. Rob pede conselhos à Valerie sobre um roteiro para um filme. Os planos de viagem para o feriado causam atrito entre Tracy e Brandon. David está conversando com o pai de Donna, quando ele começa a passar mal. Clare prega uma peça mostrando todo o seu lado masculino à Steve. |    |                             |                     |                                                                     |                         |                    |
| 200 | 24 | "Spring Breakdown"          | Charles Correll     | Roteiro por: John Eisendrath História por: Greg Plageman            | 2 de abril de 1997      | 2196195            |
| Brandon e Tracy visitam Jim em Hong Kong. Clare e Steve encorajam Kelly a sair para se divertir, ao invés de ficar trancada em seu apartamento. Kelly fica bêbada, flerta com um estranho e fica desesperada ao perder o seu anel. Donna e sua mãe não chegam a um acordo sobre o tratamento médico de seu pai. NOTA: Barenaked Ladies fazem uma aparição neste episódio. |    |                             |                     |                                                                     |                         |                    |
| 201 | 25 | "Heaven Sent"               | Anson Williams      | Roteiro por: John Whelpley História por: Phil Savath & Larry Mollin | 9 de abril de 1997      | 2196196            |
| Mariah, a escritora que Brandon conheceu no Texas, vai para Los Angeles lançar seu livro sobre anjos. A rápida afinidade entre Kelly e Mariah incomoda Tracy. Clare tem alguns problemas com o computador, que pára de funcionar enquanto ela terminava um trabalho importantíssimo e culpa Steve. David prepara um aniversário de namoro especial para Donna. Kelly e Brandon estão cada vez mais próximos. Rob deixa Valerie, que fica desamparada. |    |                             |                     |                                                                     |                         |                    |
| 202 | 26 | "The Long Goodbye"          | Les Sheldon         | Ken Stringer                                                        | 16 de abril de 1997     | 2196197            |
| Chegou o dia do show de talentos da KEG e da Alpha. Após Brandon terminar com Tracy, Valerie faz de tudo para atrapalhar uma possível aproximação entre ele e Kelly. Donna vê sua mãe conversando com um antigo amante, o que a perturba. Clare quase dá um vexame no show de talentos, mas no final emociona à todos. Brandon acha que Kelly não esqueceu Dylan, mas ela diz a ele que o escolheu e o ama. |    |                             |                     |                                                                     |                         |                    |
| 203 | 27 | "I Only Have Eyes for You"  | Christopher Hibler  | Laurie McCarthy                                                     | 23 de abril de 1997     | 2196198            |
| Valerie e Kelly dividem o mesmo jornal, mas não gostam nada disso. Steve, Brandon e David vão à uma exposição de carros, onde um empresário os deixa dirigir um carro movido a eletricidade, o que vai dar uma grande confusão. Brandon faz de tudo para realizar um sonho de infância de Kelly. Valerie lê o diário de Kelly e conta à Donna e Clare o que Kelly escreveu sobre elas. Ninguém vai ao jantar de Kelly. |    |                             |                     |                                                                     |                         |                    |
| 204 | 28 | "All That Jazz"             | Kevin Inch          | Roteiro por: Phil Savath História por: Larry Mollin & Phil Savath   | 30 de abril de 1997     | 2196199            |
| David leva Donna à uma viagem de negócios de uma noite em Nova Orleans, o que faz com que ela acabe perdendo a apresentação de um trabalho super importante. Brandon vira a enfermeira das doentes Valerie e Kelly, que se lembram como ficaram inimigas. A relação do pai de Clare com a mãe de Steve fica super estranha, o que resulta numa briga entre Steve e Clare. |    |                             |                     |                                                                     |                         |                    |
| 205 | 29 | "Mother's Day"              | Chip Chalmers       | Jessica Klein                                                       | 7 de maio de 1997       | 2196200            |
| O Dia das Mães é um dia especialmente triste para Clare, que sente a falta da sua mãe. Também é triste para Kelly, que teme estar grávida. Enquanto isso, Valerie faz de tudo para convencer David à comprar a sua parte no After Dark, e até dá em cima dele para conseguir o que quer. Tudo isso com o único propósito de ter capital para investir com Bill Taylor, a fim de irritar Kelly. NOTA: Monica faz uma aparição neste episódio. |    |                             |                     |                                                                     |                         |                    |
| 206 | 30 | "Senior Week"               | Jefferson Kibbee    | John Eisendrath                                                     | 14 de maio de 1997      | 2196201            |
| O pai de Steve diz que não vai continuar lhe ajudando, e que de agora em diante ele terá que se virar sozinho, o que o deixa frustrado. Kelly descobre que não está grávida e fica feliz, mas tudo muda ao descobrir que ela sofreu um aborto natural. Donna fica nervosa e não consegue fazer a prova final. Kelly encontra seu pai com Valerie, que recebe devastadoras notícias sobre Derek Driscoll. Steve fica frustrado quando o chanceler pede à Clare que se mude para Paris com ele. |    |                             |                     |                                                                     |                         |                    |
| 207 | 31 | "Graduation Day: Part 1"    | Jason Priestley     | Larry Mollin & Phil Savath                                          | 21 de maio de 1997      | 2196202A           |
| Kelly ainda está chateada com seu pai, mas está feliz por ter conseguido convencer Brandon a mandar Valerie embora da casa dos Walsh. Steve, Munce e David organizam o maior trote que a Universidade da Califórnia já teve. Joy e seu pai organizam uma grande festa para os formandos. Clare ajuda Donna a comprar lingerie, mas não acredita que a amiga vá até o final com David. Valerie vai embora e deixa uma carta para Brandon. |    |                             |                     |                                                                     |                         |                    |
| 208 | 32 | "Graduation Day: Part 2"    | Jason Priestley     | Larry Mollin & Phil Savath                                          | 21 de maio de 1997      | 2196202B           |
| David diz a Brandon que sabe onde Valerie deve estar. Brandon vai atrás dela e a convence a não se suicidar. Brandon e Valerie vão juntos para a formatura. Na hora da colação de grau, Steve ativa os explosivos e uma chuva de confetes coloridos cai sobre os formandos, surpreendendo à todos. Clare diz à Steve que vai morar em Paris com o pai, o que o deixa arrasado. David diz a Valerie que, apesar de tudo, ela é muito importante para ele, e ela fica feliz. Steve e Valerie fazem amor durante a festa, mas não deixam ninguém ficar sabendo. Kelly faz as pazes com o pai um pouco antes dele ser preso. David e Donna têm, finalmente, a sua primeira noite de amor. NOTA: Esta é a aparição final de Kathleen Robertson, como Clare Arnold. The Cardigans fazem uma aparição neste episódio. |    |                             |                     |                                                                     |                         |                    |